# Cima Margherita
Skalní štít Cima Margherita pojmenovaný po italské královně a horolezkyni Markétě Savojské se vypíná v pohoří Brenta do výšky 2845 metrů nad mořem. Jeho sousedními vrcholy jsou Cima Brenta Bassa a Cima Tosa.

## Geologie
Cima Margherita je tvořena dolomitem třetihorního stáří, stejně jako celé pohoří.

## Okolí
Nejbližší horské chaty jsou Rifugio Tosa též zvaná Pedrotti a Rifugio Agostini zvaná Ambiez

## Prvovýstup
Poprvé vystoupil na vrchol po západním hřebeni Stefano Yocca, kterého doprovázeli dva místními horští vůdci Bonifacio Nicolussi a Matthew Nicolussi. Do té doby bezejmenný vrchol pojmenovali po vládnoucí italské královně Markétě Savojské. Trasa obtížnosti 2 UIAA se dnes využívá jako Normální cesta k výstupu a také jako sestup po vylezení ze všech ostatních směrů. Skála je lámavá a sestup je sporadicky značený skalními mužiky.

## Cesty výstupů
Na vrchol Cima Margherita bylo vylezeno mnoho významných prvovýstupů. Nejčastěji se dnes leze Normální cesta, kudy vedl prvovýstup, a trasa Videsott v jihozápadní stěně.
- Východní hřeben 2 UIAA (1900 Adolf Schulze a G. Schulze) - používá se jen k sestupu
- Via Videsott 4+ UIAA (11. srpna 1926 Renzo Videsott a C. Tasin) - populární výstup
- Spára Detassis 5- UIAA (28. srpna 1932 Bruno Detassis, Nello Bianchini, Maria Casè, Gino Corrà) - exponovaná trasa
- Via Trieste 6 UIAA (19. srpna 1934 Giorgio Stauderi a Paul Migliorini) - obtížná skála
- Severovýchodní stěna 6- UIAA (září 1934 W. Pfeifer a M. Reiff) - nebezpečné kvůli padajícím kamenům a ledu
- Via Cesare Danese 6 A3 UIAA (17.-19. září 1963 Vitty Frismon a Heinz Steinkotter) - technické lezení